# Startopia
Startopia est un jeu vidéo développé par Mucky Foot (qui a été créé par des anciens de Bullfrog) et édité chez Eidos Interactive en 2001. Dans ce jeu, le joueur prend le rôle de l'administrateur de diverses stations spatiales abandonnées et a pour tâche de les remettre en état.

## Présentation
Le jeu solo dans Startopia a pour décor des stations spatiales abandonnées ressemblant à des Tores de Stanford, et s'organise autour de tâches de réparation et de transformation de ces stations par le joueur, suivant les souhaits de son employeur. Le jeu se passe après une guerre galactique apocalyptique, et de nombreuses stations sont dans un état de délabrement avancé. Ces stations seraient les dernières structures spatiales pouvant accueillir les habitants de Startopia, puisque la plupart d'entre elles ont été détruites durant la guerre.
Le joueur ne peut pas directement contrôler les personnages se promenant dans la station, à l'exception des robots-concierges appelés "Scuzzers". Sa tâche est d'influencer les extraterrestres résidents et visiteurs afin de satisfaire leurs désirs personnels.
La configuration requise pour pouvoir jouer est faible, comparée aux standards actuels (processeur cadencé à 350 MHz, 64 mégaoctets de mémoire vive et une carte graphique 3D ayant 8 mégaoctets de mémoire). Le jeu est ainsi désormais proposé dans les gammes "budget". Il en existe une démo, qui est la seule version de Startopia que beaucoup de joueurs ont pu se procurer, car il a été mal promu et s'est peu vendu.
Startopia est un jeu plein d'un humour subtil qui fonctionne beaucoup par référence. La plus notable d'entre elles est le nom de l'assistant artificiel du joueur, qui est VAL. S'exprimant avec le même ton que Hal 9000 dans 2001, l'Odyssée de l'espace, VAL déclare ainsi qu'il est "très enthousiaste à propos de la mission", et laisse penser qu'il a eu un propriétaire appelé David.
2001 a été aussi utilisé comme base pour la vidéo d'introduction du jeu. Un singe découvre le fameux monolithe noir en Afrique. Pendant qu'il examine le monolithe, une petite porte s'ouvre et révèle un donut, que le singe goûte avant de le lancer vers le ciel. Le décor change alors et devient une station de Startopia en forme de tore.
Le jeu fait également référence au Guide Galactique. VAL fait ainsi un commentaire sur le fait que le joueur, qui est un être organique, ne comprend probablement pas la signification du nombre 42. VAL déclare également qu'un guide galactique lui a dit un jour de se souvenir des mots "Pas de panique".

## Station
La station en elle-même est un vaste anneau qui peut être divisé en un maximum de trois ponts, reliés entre eux par des turboascenseurs.
Une station est divisée en 16 segments, dont certains sont habitables. De grandes portes séparent les segments les uns des autres.

### Pont technologique
Le pont technologique est la section de la Station réservée aux pratiques industrielles et techniques. Il s'agira de l'endroit d'arrivée de vos visiteurs via les sas, de la production au travers des usines ainsi qu'au stockage des marchandises, des recherches, des soins...

### Pont plaisir
Le pont plaisir est la section de la station dédiée au loisir et à la détente où attractions, hôtels, bars, boites de nuit, casinos et maisons closes pourront être construits.
Son rôle est avant tout de vous faire gagner de l'énergie (monnaie du jeu), d'attirer plus de visiteurs dans votre station et de satisfaire leurs besoins en loisir.

### Petikoindenatur
Composé de nano-sol, ce pont de nature artificielle est utilisé aussi bien pour l'agriculture que pour le divertissement.
Vous avez le contrôle du terrain et du climat, ce qui vous permet de créer divers environnements extra-terrestres.

## Races extraterrestres
Chaque race extraterrestre dans Startopia a une utilité au niveau du jeu et y apporte un certain "thème".

### Pourceaux grouliens
Petits mais fiers, les Pourceaux grouliens sont considérés comme étant la classe ouvrière du jeu. C'est la race la plus simple à satisfaire, puisqu'ils n'ont besoin que des installations de base pour être heureux. Vivant sur une planète créée par une race extraterrestre disparue depuis longtemps, ils sont très portés sur la mécanique. Par conséquent, c'est la seule race extraterrestre capable de produire et de recycler du matériel dans la station. Leur parler ressemble au grognement du cochon ; mais une fois traduit en français, il ressemble remarquablement à l'argot ouvrier.

### Grekka targs
Ces insectoïdes sont les experts en télécommunications de la station. Bien qu'aussi simples à satisfaire que les Pourceaux grouliens, les autres races extraterrestres semblent les trouver extrêmement ennuyeux. Ils pourraient être considérés comme la race la moins charismatique dans Startopia, puisqu'ils ne font rien de particulièrement remarquables.

### Gris
Ces fameux extraterrestres à la peau grise et aux yeux noirs sont doués pour la médecine, et travaillent dans les Soign-a-touars. Le simple fait de parler à un Gris permet aux autres extraterrestres de se sentir mieux. Ils sont consensuels et apprécient à peu près toutes les installations que l'on puisse leur proposer. Ceci est relativement surprenant, comparé aux Pourceaux grouliens et aux Targs qui évitent habituellement les établissements pour "riches" comme la peste.

### Syraines dahanaises
Les Syraines sont la seule race extraterrestre composée de mâles et de femelles et semblent tout droit sorties d'un épisode d'Alerte à Malibu. Cependant, un développeur du jeu a révélé, à la grande surprise de la communauté des joueurs, que le sexe d'une Syraine est l'inverse de celui suggéré par son apparence. Aussi, à la différence des sauveteurs d'Alerte à Malibu, les Syraines possèdent des ailes bleues. Une fois embauchées, elles travaillent dans les Jubil-a-touars de la station où elles déversent des jets de petits cœurs sur des extraterrestres en mal d'amour.
Les designs originaux des Syraines n'ont pas été retenus pour le jeu final. À l'origine, les femelles devaient porter des tenues beaucoup plus suggestives, similaires au costume blanc que porte Milla Jovovich dans Le Cinquième Élément. Il est admis que la raison pour laquelle l'apparence des Syraines a été revue est qu'il n'était pas question d'offenser le très conservateur marché américain.

### Kasvagoriens
Les Kasvagoriens sont une parodie de toutes les "races guerrières" de la science-fiction. Grands, forts et susceptibles, ils aiment les bars rustiques, marcher dans le désert et manger. Ils sont néanmoins considérés comme étant disciplinés, et sont adaptés pour occuper les postes liés à la sécurité dans la station. Ils sont peu traumatisés lorsqu'on leur tire dessus ou lorsqu'ils sont blessés, mais, étrangement, ils se blessent lorsqu'ils se divertissent dans un système holographique.

### Karmaramas
Mélange de hippie, Nali et Lemming, les Karmaramas préfèrent par-dessus tout rester dans le Petikoindenatur. Bien qu'ils irritent les races guerrières, ils calment les extraterrestres à qui ils adressent la parole et réduisent légèrement leur besoin de sommeil. Les plantes qu'ils fument seraient une raison pour laquelle ils sembleraient si heureux, et ils n'hésitent par à vendre ces marchandises de contrebande lorsqu'ils font du commerce. Lorsqu'ils sont heureux, les Karmaramas libèrent un "Karmagasme", vague d'énergie qui rend également heureux tout ce qui se trouve à proximité.

### Turrakkens
Les Turrakkens, extraterrestres à deux têtes, sont des scientifiques-nés. Une fois embauchés, ils recherchent de nouvelles technologies pour la station. Suivant le stéréotype du nerd, ils passent beaucoup de temps dans les Jubil-a-touars, ceci sous-entendant qu'ils ne peuvent pas éprouver du plaisir sexuel autrement. Ils irritent tous ceux qui trouvent que la logique pure est déconcertante.

### Moines Zedem
Fidèles à leur religion, ces extraterrestres grands et pâles ont une tendance naturelle à la foi: en effet, l'évolution a littéralement façonné leurs mains pour la prière. Une fois embauchés sur la station, ils convoquent un temple et des stèles personnelles dans le Petikoindenatur. Ils peuvent alors écouter et conseiller les visiteurs et les résidents déprimés. Les Zedems sont aussi de bons prosélytes, et convertissent assez souvent d'autres extraterrestres à leur religion ; ces derniers deviennent alors des "pénitents". Bien que la récompense pécuniaire pour ces conversions soit intéressante, il arrive fréquemment que ce soit les employés les plus loyaux et motivés (donc les plus précieux) qui soit convertis.

### Molass polvakiens
À l'inverse des autres races, les Molass polvakiens ne peuvent pas être embauchés. Vaniteux et paresseux (Il existait même un bug du jeu qui faisait paraître les Molass si paresseux qu'ils ne pouvaient pas satisfaire leurs besoins alimentaires avec certaines installations de luxe, ce qui les faisait mourir de faim!), les Molass possèdent même un appareillage anti-gravité pour leur éviter de toucher le sol. Leur système digestif constitue leur seule utilité dans une station : en effet, lorsqu'ils sont suffisamment satisfaits, ils excrètent de la "Crotinite", sorte de gelée brillante qui peut être recyclée et apporter une grande quantité d'énergie. Certaines installations ne sont utilisables que par les Molass polvakiens. Les Molass préfèrent ne fréquenter que les installations les plus luxueuses, et n'utilisent des installations plus bon marché que s'ils n'ont pas d'autres choix. Ils irritent les Pourceaux grouliens, en qui ils ne voient que du vulgum pecus.

## Bâtiments
Divers bâtiments sont accessibles grâce aux caisses. Ils nécessitent des Droïdes Scuzzer pour effectuer leur construction.

### Dorm-a-touar
Le Dorm-a-touar est le lieu où toutes les races peuvent se reposer dans un lit, qui se penche à la verticale.

### Lav-a-touar
Le Lav-a-touar constitue un bon moyen de se laver dans la station, il diffuse des produits nettoyants et utilise des jets ultra-puissants pour nettoyer le corps de l'utilisateur.

### Manj-a-touar
Il permet de nourrir les visiteurs de votre station, il demande des caisses de nourriture pour permettre à vos visiteurs de se rassasier.
Attention, la production de déchets est non négligeable, il est intéressant d'y placer des poubelles aux alentours du Manj-a-touar.

### Soign-a-touar
Les Soign-a-touar sont utilisés par les Gris, ils disposent d'installations comme le diagnostic-o-matic ou encore le médi-lit. Un niveau de développement avancé en médecine permet de soigner plus efficacement les patients, les médicaments sont très utiles au fonctionnement de l'hôpital.

### Recharg-o-matic
Bâtiment servant à recharger les scuzzers.

### Jubil-a-touar
Les Jubil-a-touar sont utilisés par les Syraines , ils lancent des petits jets d'amour sur les personnes en manque d'amour .